# جردن ووگت-رابرتز
جردن ووگت-رابرتز (انگلیسی: Jordan Vogt-Roberts؛ زادهٔ ۲۲ سپتامبر ۱۹۸۴) کارگردان فیلم و کارگردان تلویزیونی اهل ایالات متحده آمریکا است. وی از سال ۲۰۰۷ میلادی تاکنون مشغول فعالیت بوده‌است.

## فیلم‌شناسی

### فیلم
| ۲۰۱۳ | پادشاهان تابستان            | آری | آری |                      |
| ۲۰۱۴ | Nick Offerman: American Ham | آری | آری | Stand-up documentary |
| ۲۰۱۷ | کونگ: جزیره جمجمه           | آری | نه  |                      |
| TBA  | متال گیر                    | آری | نه  |                      |

### تلویزیون
| ۲۰۱۱       | Funny or Die Presents | آری | ۵ اپیزود |
| ۲۰۱۱       | Death Valley          | آری | ۳ اپیزود |
| ۲۰۱۲       | Mash Up               | آری | ۸ اپیزود |
| ۲۰۱۴، ۲۰۱۹ | تو بدترینی            | آری | ۸ اپیزود |
| ۲۰۱۵       | Cocked                | آری | Pilot    |